# Junioren-Weltmeisterschaften im Rudern 2019
Die Junioren-Weltmeisterschaften im Rudern 2019 fanden vom 7. bis 11. August 2019 in Tokio in Japan statt. Die Wettbewerbe wurden auf dem Sea Forest Waterway ausgetragen, der olympischen Wettkampfstrecke für die Olympischen Sommerspiele 2020.
Bei den Meisterschaften wurden 14 Wettbewerbe ausgetragen, davon jeweils sieben für Jungen und Mädchen.
Teilnahmeberechtigt war eine Mannschaft je Wettbewerbsklasse aus allen Mitgliedsverbänden des Weltruderverbandes. Eine Qualifikationsregatta existierte nicht.

## Ergebnisse
Hier sind die Medaillengewinner aus den A-Finals aufgelistet. Diese waren mit sechs Booten besetzt, die sich über Vor- und Hoffnungsläufe sowie Viertel- und Halbfinals für das Finale qualifizieren mussten. Die Streckenlänge betrug in allen Läufen 2000 Meter.

### Junioren
| Bootsklasse                   | Gold | Gold    | Silber | Silber  | Bronze | Bronze  |
| ----------------------------- | --- | ------- | --- | ------- | --- | ------- |
| Einer (JM1x)                  | Belarus Ivan Brynza | 7:15,98 | Belgien Tristan Vandenbussche | 7:18,92 | Schweiz Tim Roth | 7:20,61 |
| Doppelzweier (JM2x)           | Australien Hamish Henriques Harrison Fox                                                                                                  | 6:32,81 | Deutschland Paul Krüger Aaron Erfanian | 6:34,85 | Italien Matteo Sartori Nicolò Carucci | 6:36,62 |
| Doppelvierer (JM4x)           | Deutschland Elrond Kullmann Paul Berghoff Alexander Finger Sören Henkel                                                                   | 6:09,96 | Italien Lorenzo Manigrasso Leonardo Tedoldi Jacopo Mascitelli Edoardo Rocchi                                                                                  | 6:11,54 | Russland Vladimir Gaevskii Viktor Kovalev Aleksandr Kovalskii Egor Grachev                                                                                              | 6:13,18 |
| Zweier ohne Steuermann (JM2-) | Rumänien Florin Arteni-Fintinariu Alexandru Gherasim                                                                                      | 6:56,79 | Italien Achille Benazzo Alessandro Bonamoneta | 6:59,64 | Deutschland Kasper Virnekäs Tom Tewes | 7:00,23 |
| Vierer ohne Steuermann (JM4-) | Deutschland Mark Hinrichs Hanno Brach Bruno Spät Cedric Wiemer                                                                            | 6:18,25 | Vereinigtes Königreich Oliver Parish Joseph Middleton Miles Beeson Felix Rawlinson                                                                            | 6:19,75 | Italien Alessandro Gardino Emilio Pappalettera Giorgio Battigaglia Simone Fasoli                                                                                        | 6:21,08 |
| Vierer mit Steuermann (JM4+)  | Deutschland Erik Bruns Frederik Breuer Tjark Löwa Ben Gebauer Julius Fabry (Stm.)                                                         | 6:32,41 | Südafrika Nathan Fletcher Brandon Janse van Vuuren Daton Wolfaardt Sebastian Prince Bakang Zondi (Stm.)                                                       | 6:32,71 | Volksrepublik China Lin Ruida Liu Wei Xu Huawei Zhang Lele Yang Kun (Stm.)                                                                                              | 6:33,90 |
| Achter (JM8+)                 | Deutschland Leon Knaack Leon Braatz Jonas Huth Jan Szymczak Julian Garth Nick Welzenbach Erik Kohlbach Ryan Smith Florian Wünscher (Stm.) | 6:12,10 | Vereinigte Staaten Jacob Hudgins Savas Koutsouras Travis Keating James Patton Ian Burnett John Ozaeta Gregoire le Meur Harrison Schofield Audrey Gates (Stf.) | 6:16,50 | Vereinigtes Königreich Dominic Brown Cameron Spiers James Watson-Gandy Henry Pearson Maximillan Beekenkamp Simon Nunayon Connor Brown Iwan Hadfield Benjamin Ray (Stm.) | 6:19,82 |

### Juniorinnen
| Bootsklasse                   | Gold | Gold    | Silber | Silber  | Bronze | Bronze  |
| ----------------------------- | --- | ------- | --- | ------- | --- | ------- |
| Einer (JW1x)                  | Deutschland Alexandra Föster                                                                                               | 8:31,38 | Russland Anastasiia Liubich | 8:38,15 | Vereinigte Staaten Katelin Gildersleeve | 8:41,90 |
| Doppelzweier (JW2x)           | Niederlande Lisa Bruijnincx Jacobien van Westreenen                                                                        | 7:25,50 | Volksrepublik China Zhang Hairong Zhang Peibing | 7:27,66 | Litauen Ugne Juzenaite Dovilė Rimkutė | 7:30,23 |
| Doppelvierer (JW4x)           | Neuseeland Eva Hofmans Rebecca Leigh Shakira Mirfin Phoebe Trolove                                                         | 6:54,32 | Deutschland Johanna Sinkewitz Luise Bachmann Charlotte Moritz Sarah Wibberenz                                                                            | 6:56,71 | Rumänien Patricia Cires Andrada-Maria Morosanu Gabriela Paraschiv Cosmina-Maria Podaru                                                                           | 6:58,76 |
| Zweier ohne Steuerfrau (JW2-) | Tschechien Anna Santruckova Eliska Podrazilova                                                                             | 7:42,98 | Volksrepublik China Wen Jiayi Zheng Jiayao | 7:48,80 | Deutschland Stina Röbbecke Elisa Patzelt | 7:52,66 |
| Vierer ohne Steuerfrau (JW4-) | Volksrepublik China Yu Wen Chen Jianan Wang Tingting Zhang Xuan                                                            | 7:01,42 | Italien Lucia Rebuffo Serena Mossi Nadine Agyemang-Heard Arianna Passini                                                                                 | 7:05,28 | Deutschland Lena Kolwey Tori Schwerin Maike Böttcher Noreen Junges                                                                                               | 7:06,71 |
| Vierer mit Steuerfrau (JW4+)  | Italien Bianca Saffirio Beatrice Giuliani Lucrezia Baudino Clara Massaria Giulia Clerici (Stf.)                            | 7:19,80 | Volksrepublik China Lin Meixuan Dai Lulu Zhou Ziquan Pan Zhinuo Cai Jiyao (Stm.)                                                                         | 7:21,78 | Deutschland Marit Runge Luisa Gathmann Magdalena Rabl Lisa Weber Annalena Fisch (Stf.)                                                                           | 7:24,74 |
| Achter (JW8+)                 | Volksrepublik China Wang Xiao Xu Yixi Li Xia Li Qian Wang Yanrong Zhang Peixin Sun Mingxia Yang Rongrong Song Jiayi (Stf.) | 6:35,34 | Deutschland Clara Oberdorfer Klara Kerstan Kristin Wagner Svea Pichner Lene Mührs Olivia Clotten Emma Kögler Mathilda Kitzmann Janne-Marit Börger (Stf.) | 6:35,93 | Italien Bianca Saffirio Serena Mossi Lucia Rebuffo Beatrice Giuliani Lucrezia Baudino Clara Massaria Nadine Agyemang-Heard Arianna Passini Giulia Clerici (Stf.) | 6:37,49 |

## Medaillenspiegel
| Platz | Land                   | Gold | Silber | Bronze | Gesamt |
| ----- | ---------------------- | ---- | ------ | ------ | ------ |
| 1     | Deutschland            | 5    | 3      | 4      | 12     |
| 2     | Volksrepublik China    | 2    | 3      | 1      | 6      |
| 3     | Italien                | 1    | 3      | 3      | 7      |
| 4     | Rumänien               | 1    |        | 1      | 2      |
| 5     | Australien             | 1    |        |        | 1      |
| 5     | Belarus                | 1    |        |        | 1      |
| 5     | Tschechien             | 1    |        |        | 1      |
| 5     | Niederlande            | 1    |        |        | 1      |
| 5     | Neuseeland             | 1    |        |        | 1      |
| 10    | Vereinigtes Königreich |      | 1      | 1      | 2      |
| 10    | Russland               |      | 1      | 1      | 2      |
| 10    | Vereinigte Staaten     |      | 1      | 1      | 2      |
| 13    | Belgien                |      | 1      |        | 1      |
| 13    | Südafrika              |      | 1      |        | 1      |
| 15    | Litauen                |      |        | 1      | 1      |
| 15    | Schweiz                |      |        | 1      | 1      |
| Summe | Summe                  | 14   | 14     | 14     | 42     |